# Panhandle (Texas)
Panhandle es un pueblo ubicado en el condado de Carson en el estado estadounidense de Texas. En el Censo de 2010 tenía una población de 2.452 habitantes y una densidad poblacional de 445,73 personas por km².

## Geografía
Panhandle se encuentra ubicado en las coordenadas 35°20′47″N 101°22′50″O / 35.34639, -101.38056. Según la Oficina del Censo de los Estados Unidos, Panhandle tiene una superficie total de 5.5 km², de la cual 5.5 km² corresponden a tierra firme y (0%) 0 km² es agua.

## Demografía
Según el censo de 2010, había 2.452 personas residiendo en Panhandle. La densidad de población era de 445,73 hab./km². De los 2.452 habitantes, Panhandle estaba compuesto por el 93.96% blancos, el 0.57% eran afroamericanos, el 1.31% eran amerindios, el 0.24% eran asiáticos, el 0% eran isleños del Pacífico, el 2.65% eran de otras razas y el 1.26% pertenecían a dos o más razas. Del total de la población el 9.79% eran hispanos o latinos de cualquier raza.